# Johannes Floß
Johannes Peter Floß (* 26. Januar 1937 in Kreuzau; † 9. Dezember 2016 in Aachen) war ein deutscher römisch-katholischer Geistlicher und Hochschullehrer.

## Leben und Wirken
Nach seinem Abitur studierte Floß von 1961 bis 1965 Philosophie und Theologie an den Universitäten von Bonn und München; danach war er zwei Jahre im Priesterseminar Aachen. 1967 erhielt er die Priesterweihe und trat eine Stelle als Kaplan an St. Mariä Himmelfahrt in Mönchengladbach an. 1971 wechselte Floß nach Aachen, wo er als Subsidiar an St. Fronleichnam tätig war. Zugleich übernahm er 1972 eine Aufgabe als Referent für theologische Erwachsenenbildung in der Region Aachen-Stadt und promovierte 1975 zum Dr. theol. an der katholisch-theologischen Fakultät der Rheinischen Friedrich-Wilhelms-Universität Bonn.
Anschließend war Floß von 1976 bis 1986 als wissenschaftlicher Assistent für das Lehrgebiet Katholische Theologie an der RWTH Aachen tätig. Zwischenzeitlich wurde er von 1979 bis 1982 zwecks Wahrnehmung eines semitistischen Ergänzungsstudiums und zur Vorbereitung seiner Habilitation freigestellt. Diese legte er 1981 im Fach Alttestamentliche Einleitung und Exegese und für biblische Sprachen an der Ludwig-Maximilians-Universität München ab. Wieder zurück in Aachen erhielt er zudem eine vertretungsweise Professur für Theologie. Von 1986 bis 1987 übernahm Floß eine Stiftungsprofessur des Bundesministeriums für Bildung, Wissenschaft und Kultur, mit der er das Amt des Studiendekans des Ökumenischen Theologischen Studienjahres des Päpstlichen Athenaeum Sant’Anselmo von Rom in der Dormitio-Abtei auf dem Berg Zion in Jerusalem übertragen bekam.
1988 folgte Floß einem Ruf zurück an die RWTH Aachen, wo er als ordentlicher Professor einen Lehrstuhl für Biblische Theologie erhielt, den er bis zu seiner Emeritierung im Jahr 2002 bekleidete. Zwischenzeitlich wurde er von 1990 bis 1992 zum Prodekan und anschließend bis 1994 zum Dekan der Philosophischen Fakultät sowie von 1994 bis 1997 zum Prorektor für Lehre, Studium und Studienreform gewählt. Darüber unterstützte Floß in seiner Vakanzzeit immer wieder seine ehemalige Gemeinde von St. Fronleichnam, hielt die Heiligen Messen und übernahm deren seelsorgliche Betreuung.

## Schriften (Auswahl)
- Jahwe dienen, Göttern dienen : terminolog., literar. u. semant. Untersuchung e. theolog. Aussage zum Gottesverhältnis im Alten Testament, Jansstein Verlag, Köln, Bonn 1975
- Kunden oder Kundschafter? Teil: 1., Text, Schichtung, Überlieferung, Habilitationsschrift, EOS Verlag, St. Ottilien 1982
- Kunden oder Kundschafter? Teil: 2., Komposition, Redaktion, Intention, EOS Verlag St. Ottilien 1986
- David und Jerusalem : Ziele u. Folgen d. Stadteroberungsberichts 2 Sam 5,6-9 literaturwiss. Betrachtet, EOS Verlag, St. Ottilien 1987
- Theologie an der RWTH Aachen University : zur Geschichte der Theologie an der Technischen Hochschule Aachen in der zweiten Hälfte des 20. Jahrhunderts; 1954–2001, Einhard Verlag Aachen 2013